# Santa Marta (estación de trolebús)
Santa Marta es una de las estaciones que conectan a la Línea 10 del Trolebús de la Ciudad de México y a la Línea 11 del Trolebús de la Ciudad de México. Esta estación se encuentra al suroriente de la Ciudad de México.

## Información general
Después de la inauguración de la Línea 10 del Trolebús de la Ciudad de México, se realizó la ampliación hacia la estación Santa Marta y después hacia Chalco desde 2023. Inicio su operación el 18 de mayo de 2025, junto con la Línea 11 del Trolebús de la Ciudad de México.